# Bahía de Gravenor
La Bahía de Gravenor (en inglés: Gravenor Bay) es una gran bahía de Antigua y Barbuda en el extremo sur de la isla de Barbuda en el Mar Caribe. Su costa corre aproximadamente de este a oeste y se encuentra entre dos puntos del extremo sur de la isla, la Punta de Coco en el oeste y la Punta Spanish (española) en el este. Un campo de aviación se encuentra cerca del extremo occidental de la bahía, y una gran laguna se encuentra inmediatamente al norte de la bahía.
La bahía permite el anclaje de yates y es popular entre los que practican deportes acuáticos.